# 奧斯特巴赫河 (沃爾夫施泰因奧厄河支流)
奧斯特巴赫河是德國的河流，位於該國東南部，由巴伐利亞負責管轄，屬於沃爾夫施泰因奧厄河的支流，河道全長34.4公里，流域面積134.7平方公里，河口處在菲爾斯特內克。